# AS FAN
Association Sportive des Forces Armées Nigériennes w skrócie AS FAN – nigerski klub piłkarski grający w nigerskiej pierwszej lidze, mający siedzibę w mieście Niamey.

## Sukcesy
- I liga[1]:
  - mistrzostwo (5): 1971, 1975, 2010, 2016, 2017

- Puchar Nigru[2]:
  - zwycięstwo (3): 1995, 2009, 2010
  - finał (1): 2006

- Superpuchar Nigru[2]:
  - zwycięstwo (1): 2010

- Puchar WAFU[3]:
  - zwycięstwo (1): 1996

## Występy w afrykańskich pucharach
| Sezon | Rozgrywki           | Runda    | Kraj                          | Klub                     | Dom | Wyjazd | Dwumecz |
| ----- | ------------------- | -------- | ----------------------------- | ------------------------ | --- | ------ | ------- |
| 1972  | Puchar Mistrzów     | 1        | Gwinea                        | Hafia FC                 | 1–1 | 1–4    | 2–5     |
| 1976  | Puchar Mistrzów     | 1        |                               | Silures Bobo-Dioulasso   | –   | –      | –       |
| 2009  | Puchar Konfederacji | wstępna  | Gabon                         | USM Libreville           | 0–0 | 1–2    | 1–2     |
| 2010  | Puchar Konfederacji | wstępna  | Wybrzeże Kości Słoniowej      | Issia Wazy FC            | 2–0 | 1–2    | 3–2     |
| 2010  | Puchar Konfederacji | 1        | Tunezja                       | Étoile Sportive du Sahel | 1–0 | 1–2    | 2–2     |
| 2010  | Puchar Konfederacji | 2        | Demokratyczna Republika Konga | DC Motema Pembe          | 1–0 | 0–0    | 1–0     |
| 2010  | Puchar Konfederacji | play-off | Sudan                         | Al-Merreikh Omdurman     | 2–1 | 2–2    | 4–3     |
| 2010  | Puchar Konfederacji | gr. A    | Gwinea                        | Djoliba AC               | 0–0 | 0–1    | 0–1     |
| 2010  | Puchar Konfederacji | gr. A    | Sudan                         | Al-Hilal Omdurman        | 0–0 | 2–4    | 2–4     |
| 2010  | Puchar Konfederacji | gr. A    |                               | Al-Ittihad Trypolis      | 1–3 | 0–4    | 1–7     |
| 2011  | Liga Mistrzów       | wstępna  | Wybrzeże Kości Słoniowej      | Jeunesse Club d’Abidjan  | 0–0 | 0–3    | 0–3     |
| 2017  | Liga Mistrzów       | wstępna  | Wybrzeże Kości Słoniowej      | AS Tanda                 | 3–1 | 0–3    | 3–4     |
| 2018  | Liga Mistrzów       | wstępna  | Gwinea                        | Horoya AC                | 1–3 | 0–0    | 1–3     |

## Stadion
Domowe mecze klub rozgrywa na stadionie o nazwie Stade du Camp Bagagi Iya w Niamey, który może pomieścić 10 000 widzów.

## Reprezentanci kraju grający w klubie od 2003 roku
Stan na styczeń 2023.
| - Mohamed Abdoulaye - Ousmane Ahmeye Zeidine - Abdoul Nasser Barkiré - Djibrilla Moussa Bonkano - Issoufou Boubacar Garba - Jimmy Bulus - David Daogo - Moumouni Diori - Mahamadou Tanja Djibo - Losseny Doumbia - Abdoul Garba - Abdoul Aziz Hamadou - Issoufou Hinsa - Amadou Kader - Abdoulaye Boureima Katakoré - Marcelin Kouamé - Issiaka Koudize - Idrissa Laouali | - Naso Layi - Ouwo Moussa Maazou - Hamissou Mallam - Abdoulkarim Mamoudou - Ibrahim Marou - Ali Mohamed - Abdoul Madjid Moumouni - Adamou Moussa Issa - William N’Gounou - Massaoudou Nouhou - Youssouf Oumarou - Maarouf Salissou - Imarana Seyni - Daniel Sosah - Idrissa Tahirou - Boubacar Talatou - Fousseni Traoré |